# Gur i Zi
Gur i Zi è una frazione del comune di Scutari in Albania (prefettura di Scutari).
Fino alla riforma amministrativa del 2015 era comune autonomo, dopo la riforma è stato accorpato, insieme agli ex-comuni di Ana e Malit, Berdicë, Dajç, Postribë, Pult, Rrethinat, Shalë, Scutari, Shosh e Velipojë a costituire la municipalità di Scutari.
Il suo nome in Albanese vuol dire Pietra Nera e deriva dall'antico meteorite che si trova ancora nella parte centrale del comune.

## Località
Il comune era formato dall'insieme delle seguenti località:
- Guri i Zi
- Juban
- Ganjolle
- Kuc
- Renc
- Vukatane
- Gajtan
- Rragam
- Sheldi
- Mazrek
- Shpor-Mali